# جين نيلسون
جين نيلسون (بالإنجليزية: Gene Nelson)‏ (و. 1920 – 1996 م) هو مخرج سينمائي، وكاتب سيناريو، ومنتج أفلام، وممثل، وممثل تلفزيوني، من الولايات المتحدة الأمريكية، ولد في سياتيل، واشنطن، توفي في لوس أنجلوس، عن عمر يناهز 76 عاماً.

## جوائز
حصل على جوائز منها:
- جائزة المسرح العالمي (1949).[5]

## وصلات خارجية
- جين نيلسون على موقع IMDb (الإنجليزية)
- جين نيلسون على موقع ألو سيني (الفرنسية)
- جين نيلسون على موقع ميوزك برينز (الإنجليزية)
- جين نيلسون على موقع تيرنر كلاسيك موفيز (الإنجليزية)
- جين نيلسون على موقع أول موفي (الإنجليزية)
- جين نيلسون على موقع قاعدة بيانات برودواي على الإنترنت (الإنجليزية)
- جين نيلسون على موقع قاعدة بيانات برودواي على الإنترنت (الإنجليزية)
- جين نيلسون على موقع قاعدة بيانات الأفلام السويدية (السويدية)
- جين نيلسون على موقع إن إن دي بي (الإنجليزية)
- جين نيلسون على موقع ديسكوغز (الإنجليزية)